# Emil Petschnig

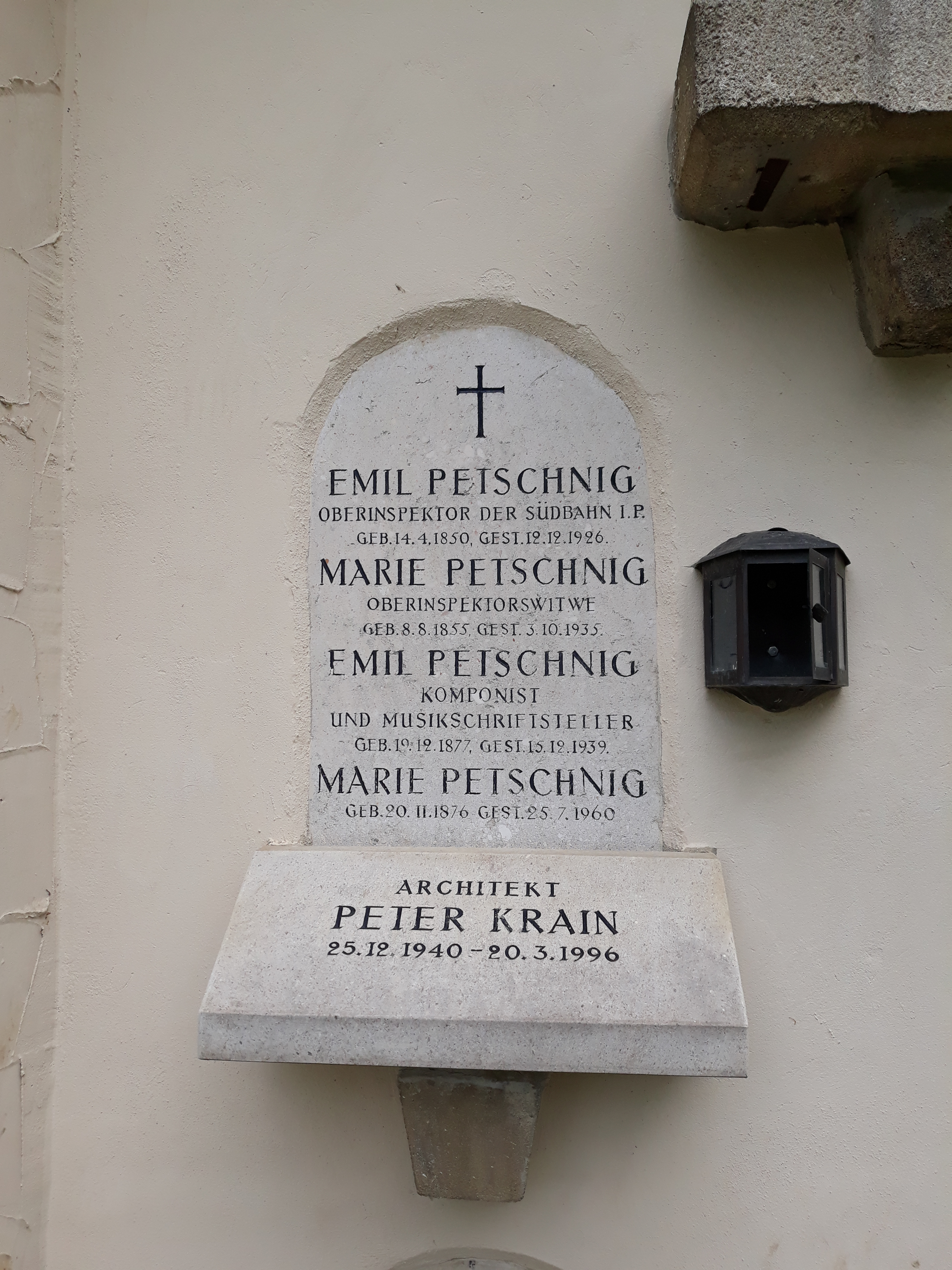
Das Grab von Emil Petschnig und seiner Ehefrau Marie an der Feuerhalle Simmering in Wien

Emil Petschnig (* 19. Dezember 1877 in Klagenfurt; † 15. Dezember 1939 in Wien) war ein österreichischer Komponist und Musikkritiker.

## Leben
Emil Petschnig stammte aus Kärnten. Er arbeitete wie sein Vater hauptberuflich als Bahnbeamter. Als solcher wurde er 1913 vom Adjunkten zum Revidenten befördert. Zum Zeitpunkt seiner Pensionierung war er Oberrevident.
Von 1896 bis 1900 studierte Petschnig am Konservatorium der Gesellschaft der Musikfreunde in Wien Musiktheorie, Kontrapunkt und Harmonielehre sowie Komposition bei Robert Fuchs. Außerdem nahm er von 1904 bis 1906 privaten Unterricht bei Alexander Zemlinsky. Petschnig hatte zumindest zu Beginn seiner Laufbahn als Komponist große Schwierigkeiten, dass seine Werke aufgeführt oder gedruckt wurden. Erst 1909 kam es im Stadttheater Teplitz-Schönau zur ersten öffentlichen Aufführung eines seiner Werke, der symphonischen Ouvertüre zu Friedrich Hebbels Tragödie Gyges und sein Ring. Von seinen sechs Opern, zu denen er jeweils auch das Libretto geschrieben hatte, wurde zu seinen Lebzeiten keine einzige vollständig aufgeführt. Er versuchte sich in verschiedenen Gattungen, komponierte etwa auch Arbeiterlieder, und blieb dabei einer rückwärtsgewandten musikalischen Sprache verhaftet. Anerkennung erwarb er sich als Komponist von Balladen, über die der Musikkritiker Otto Chmel lobend urteilte, „mit dem geringsten Aufwand an Mitteln die richtige Stimmung hervorzubringen.“
Bekanntheit erlangte Emil Petschnig vor allem durch seine zahlreichen Veröffentlichungen über Musik. Mit seinem Aufsatz A. Schönberg, der Psychopath, erschienen 1924, profilierte er sich als scharfer Gegner von Arnold Schönberg und der atonalen Musik. Richard Wagner und in dessen Nachfolge stehende Komponisten lehnte er ebenso ab. Er setzte sich für die Sangbarkeit von Opernpartien und einen transparenten Orchestersatz ein. Von Wien aus organisierte Petschnig ein illegales Netzwerk zum internationalen Vertrieb pornografischer Fotografien, wofür er 1931 zu drei Monaten strengem Arrest verurteilt wurde. Er starb 1939 kurz vor seinem 62. Geburtstag.
Emil Petschnigs Nachlass befindet sich in der Musiksammlung der Wienbibliothek im Rathaus und in der Österreichischen Nationalbibliothek. Die Petschniggasse in Wien-Inzersdorf wurde 1959 nach ihm benannt.